# Inigo Ross
Inigo Ross (geb. 6. August 1960; gest. 1997 in der Saint Vincent Passage) war ein antiguanischer Windsurfer. Bei den Olympischen Spielen 1984 in Los Angeles wurde er 30. im Windsurfen.
Er wird seit einem Sturm in der Saint Vincent Passage 1997 vermisst.